# Opel Combo
 (septembre 2023).
Si vous disposez d'ouvrages ou d'articles de référence ou si vous connaissez des sites web de qualité traitant du thème abordé ici, merci de compléter l'article en donnant les références utiles à sa vérifiabilité et en les liant à la section « Notes et références ».
L’Opel Combo est un modèle de véhicule utilitaire du constructeur allemand Opel produit depuis 1994.

## Historique
Le Combo à part entier existe en trois générations. En réalité, le terme Combo a été appliqué auparavant comme un suffixe en 1986 à la version fourgonnette trois portes de l'Opel Kadett E. La plate-forme, le châssis et les composants vitaux qu'utilisent les Combo A et B ont été repris de la célèbre citadine polyvalente, l'Opel Corsa. Les deux générations d'Opel Combo sur base de Corsa ont été appelées "B" et "C", juste la façon dont Opel a toujours appelé les variantes de ses voitures mais cette fois, Holden a décidé d'utiliser les termes SB et XC comme codes respectivement, désignant la ressemblance étroite du Combo avec les Holden Barina SB (Opel Corsa B) et SC (Opel Corsa C). Le nouveau Combo, la troisième génération est fabriquée à Turquie et la quatrième est faite par PSA dans l'usine de Vigo.

## Prédécesseur

### Opel Kadett Combo (1986-1994)

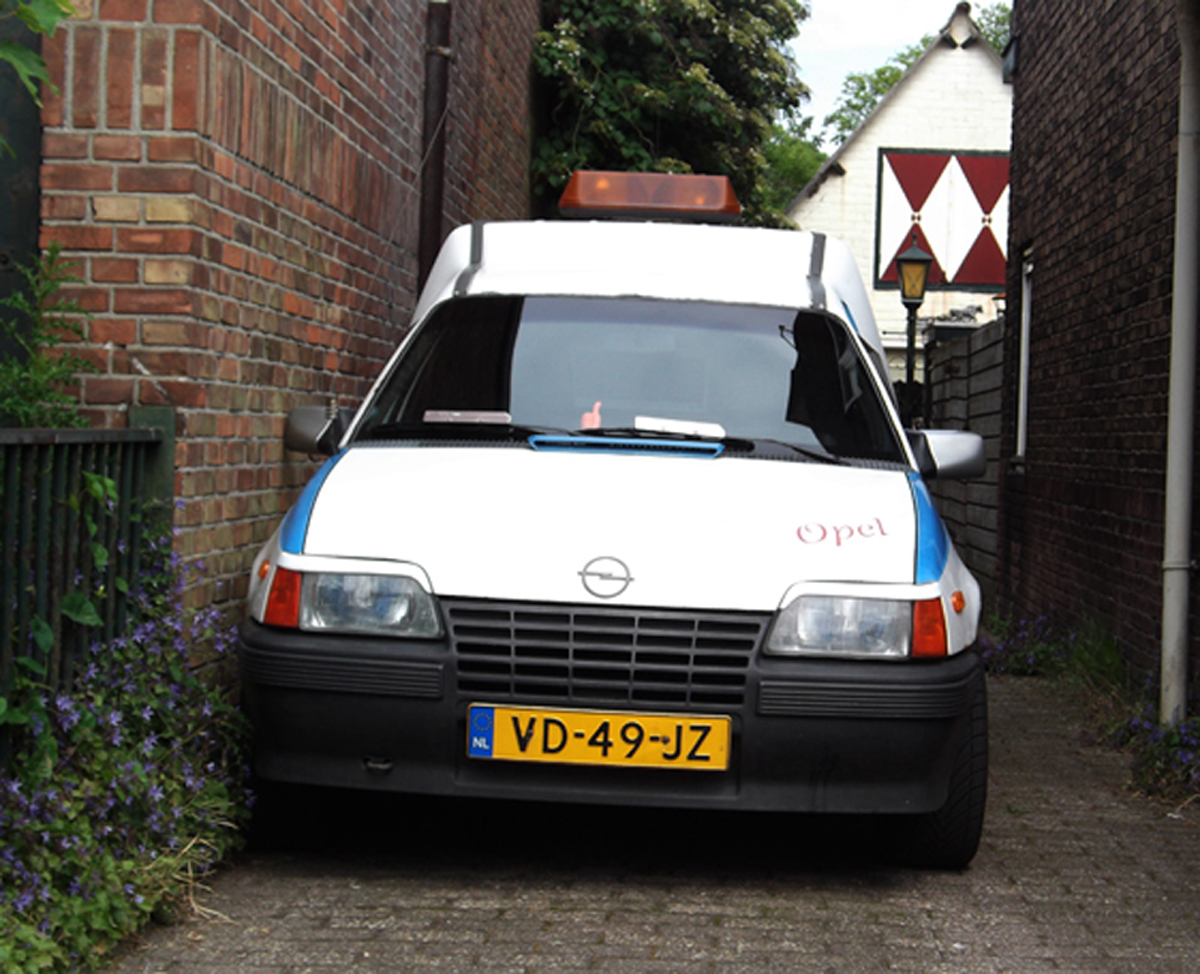
Opel Kadett Combo Face avant

L'Opel Kadett Combo est une fourgonnette produite par Opel de 1986 à 1994. Elle est basée sur l'Opel Kadett E et précède l'Opel Combo originale. 

### Bedford Astravan et Astramax

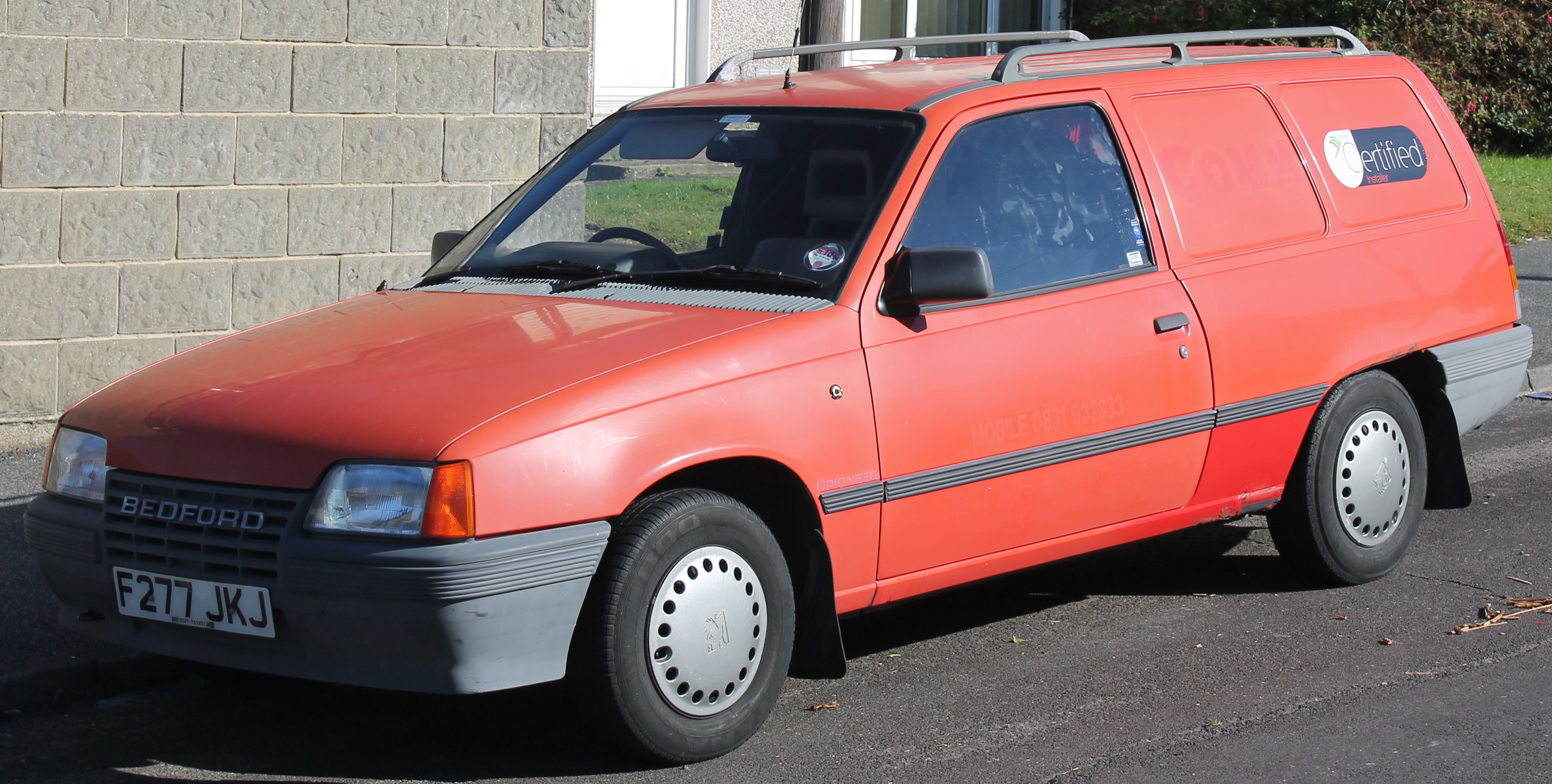
Bedford Astra Van

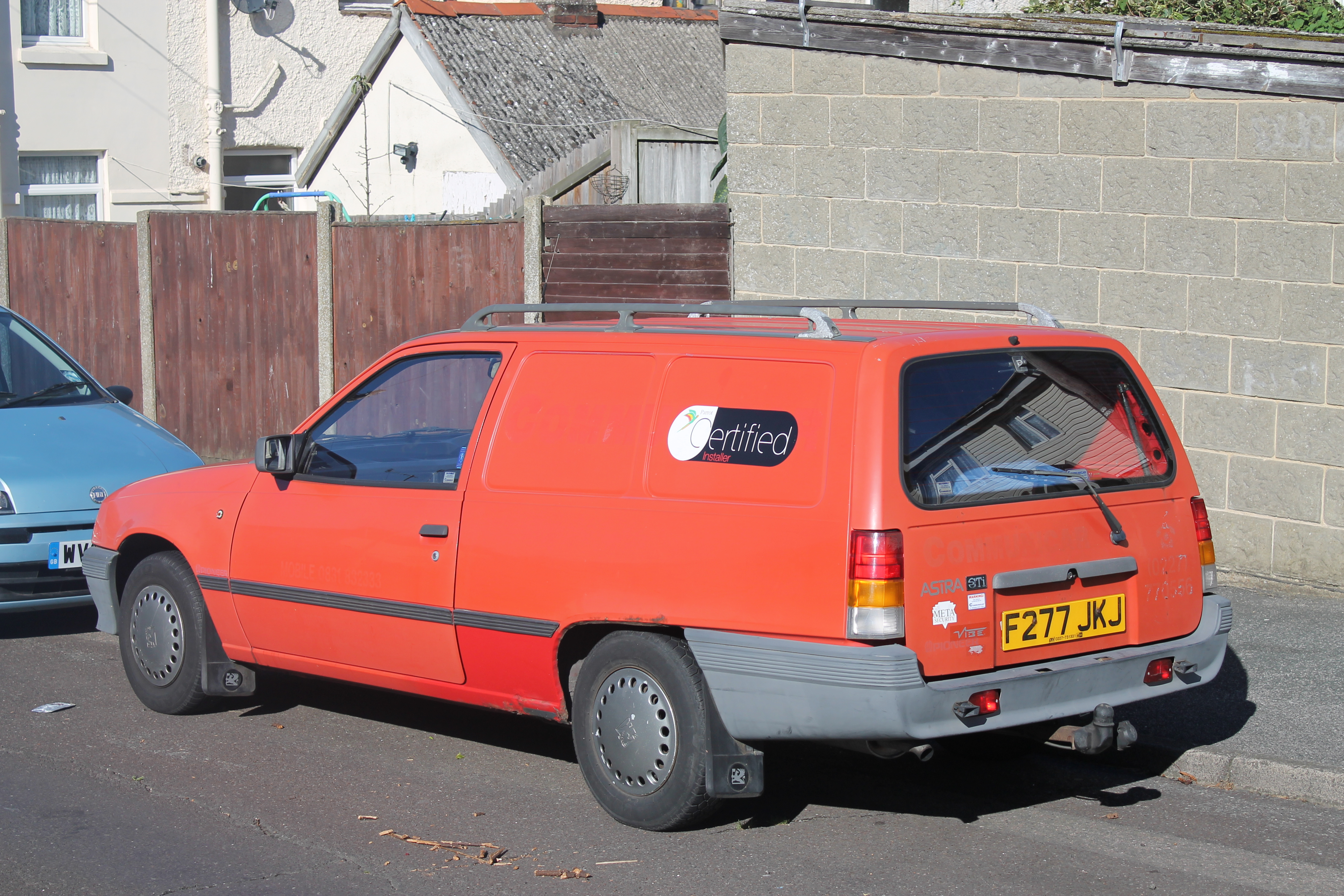
Bedford Astra Van

En Grande-Bretagne, le Kadett Combo fut vendu par la marque Bedford, filiale de Vauxhall où il fut connu sous le nom de Bedford Astramax. Une version à toit plat était également vendue sous le nom de Bedford Astravan.

### Vauxhall Astravan et Astramax
Quand Bedford disparaît, les Astraman et Astramax sont revendus sous la marque Vauxhall.

### Renouvellement
En 1994, Opel dévoile son remplaçant qui reprend la plate-forme de l'Opel Corsa B.

## Opel Combo B (1994-2001)

### Chevrolet Combo

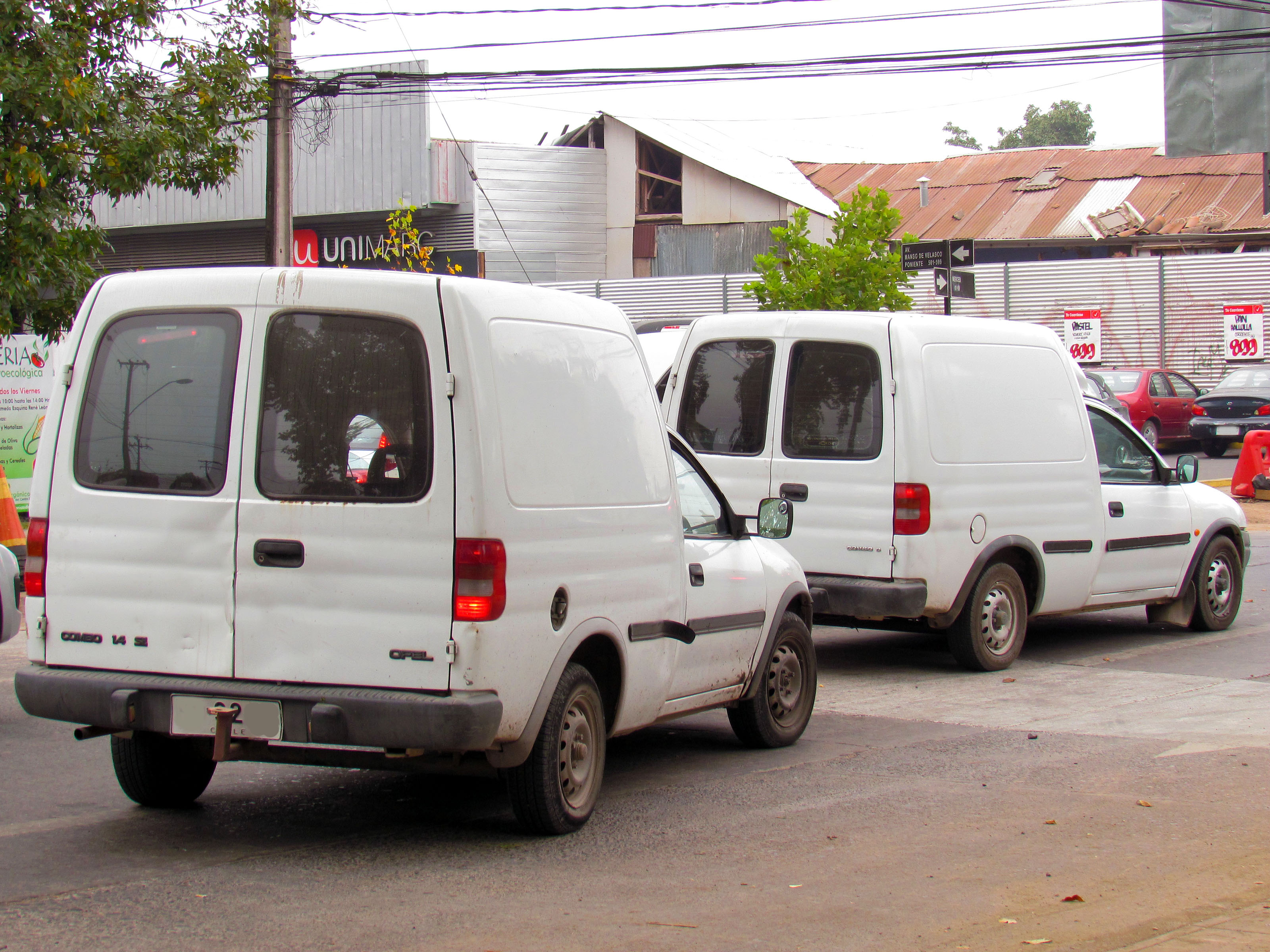
Un Opel Combo (premier plan) derrière le Chevrolet Combo (second plan).

Le Combo fut vendu aussi chez Chevrolet au Brésil.

### Holden Combo

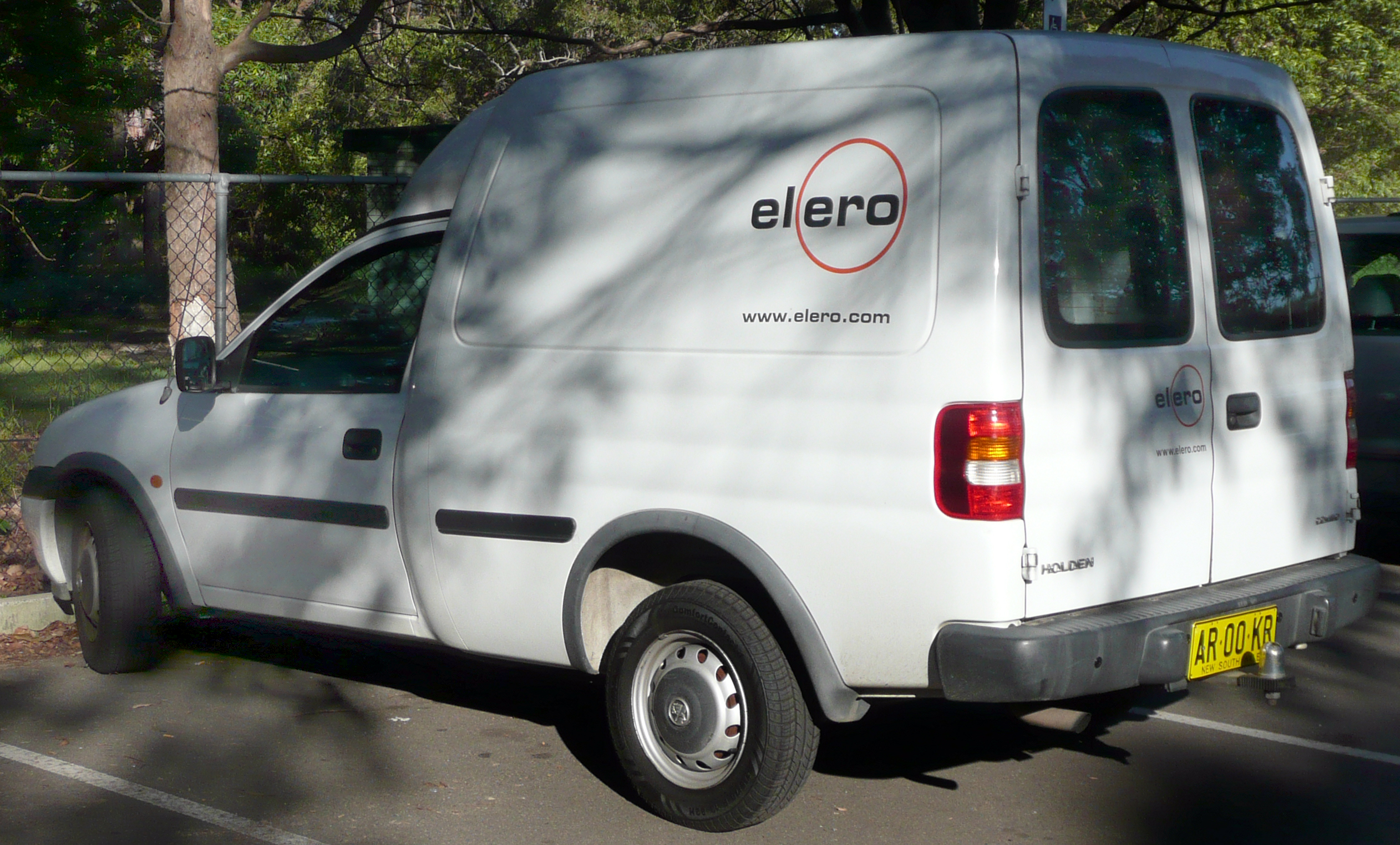
Holden Combo (SB).

### Vauxhall Combo

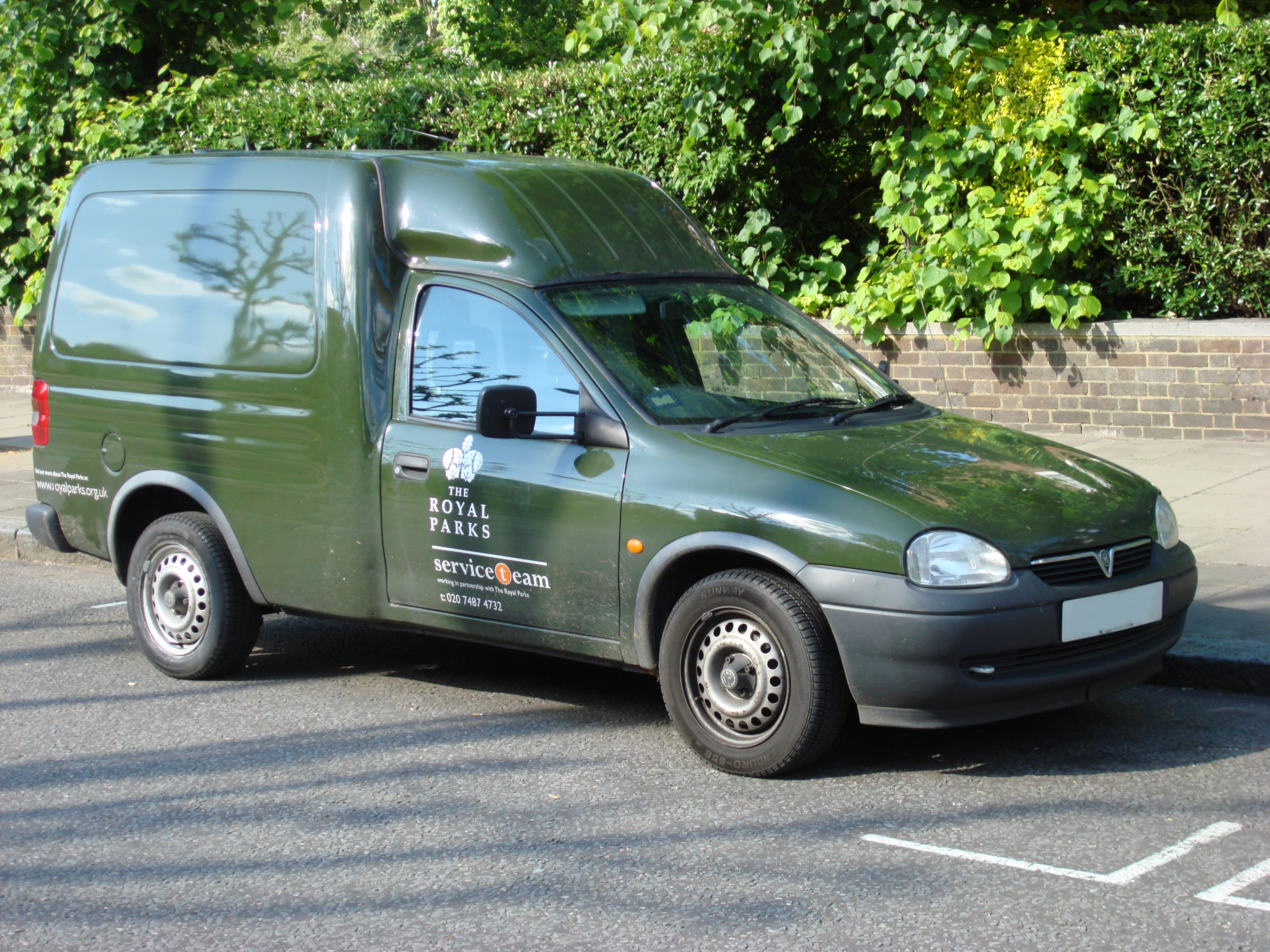
Vauxhall Combo I.

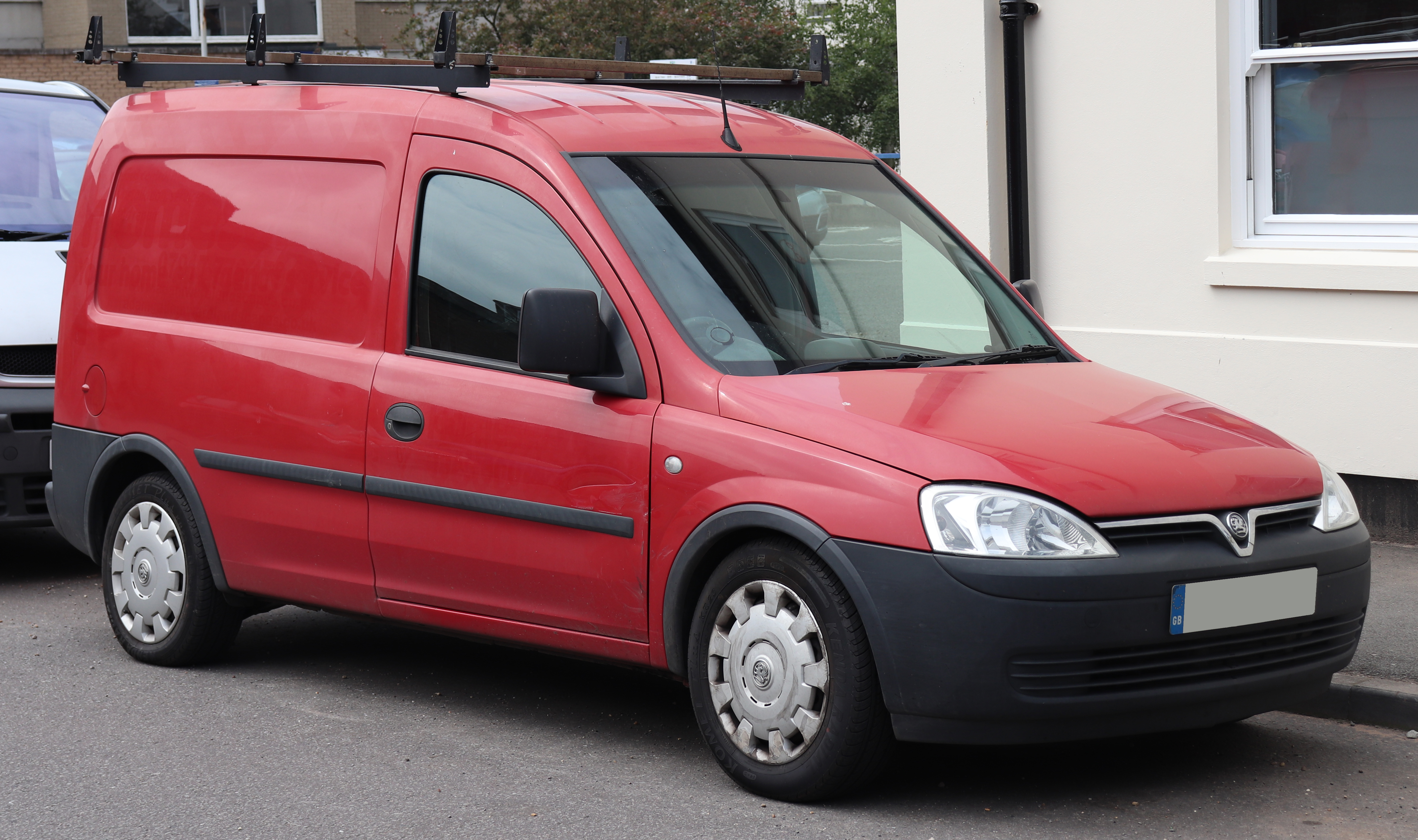
Vauxhall Combo B

Le Combo fut vendu également sous la marque Vauxhall en Grande-Bretagne et il remplaça le Vauxhall Astramax. 

## Opel Combo C (2001-2011)

### Opel Combo Tour
Le Combo Tour est un utilitaire décliné en version particulière, catégorie appelée parfois "ludospace" (terme non reconnu officiellement dans la langue française) lancé par le constructeur automobile allemand Opel en avril 2002, afin de concurrencer les Berlingo, Partner et autres Kangoo ou Fiat Doblò.

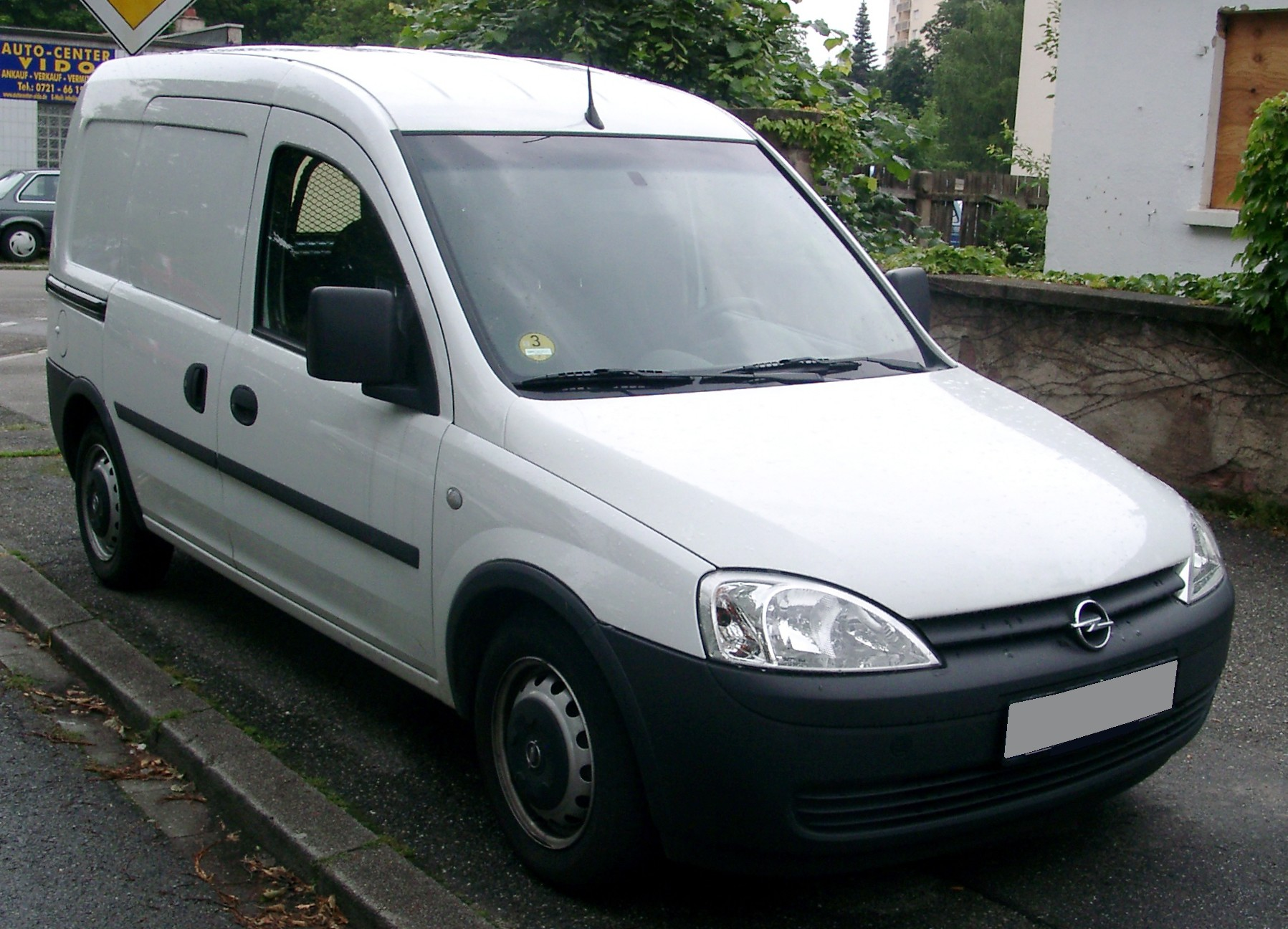
Opel Combo C utilitaire
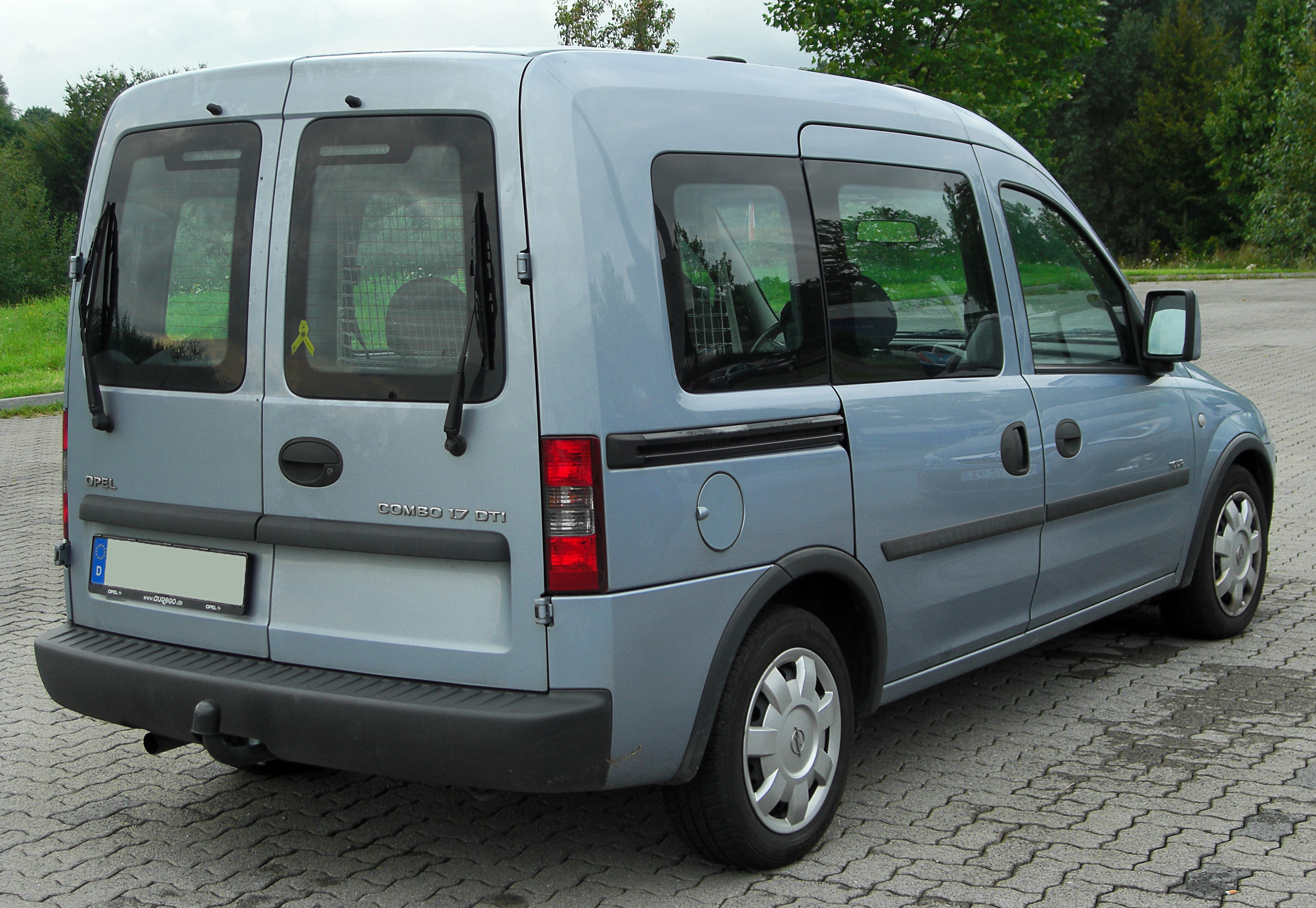
Opel Combo C Tour
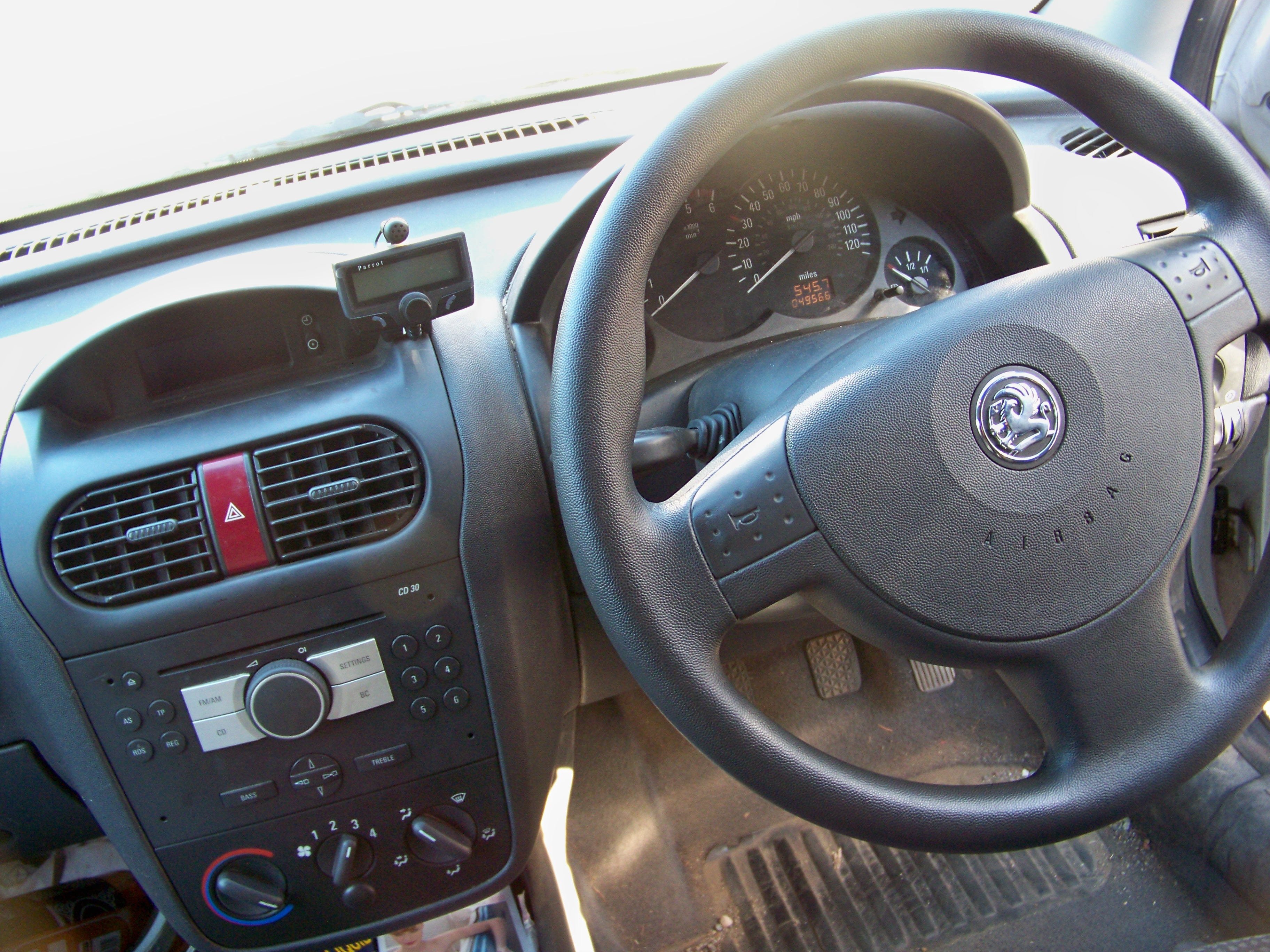
Intérieur

Conçu sur une plate-forme de Corsa C, il est, à son lancement, le plus vaste ludospace de sa catégorie après le Volkswagen Caddy life. Le Combo tour se veut polyvalent - portes latérales coulissantes, portes arrière battantes - tout en gardant les qualités d'une berline. Il subit un léger restylage en juillet 2004.

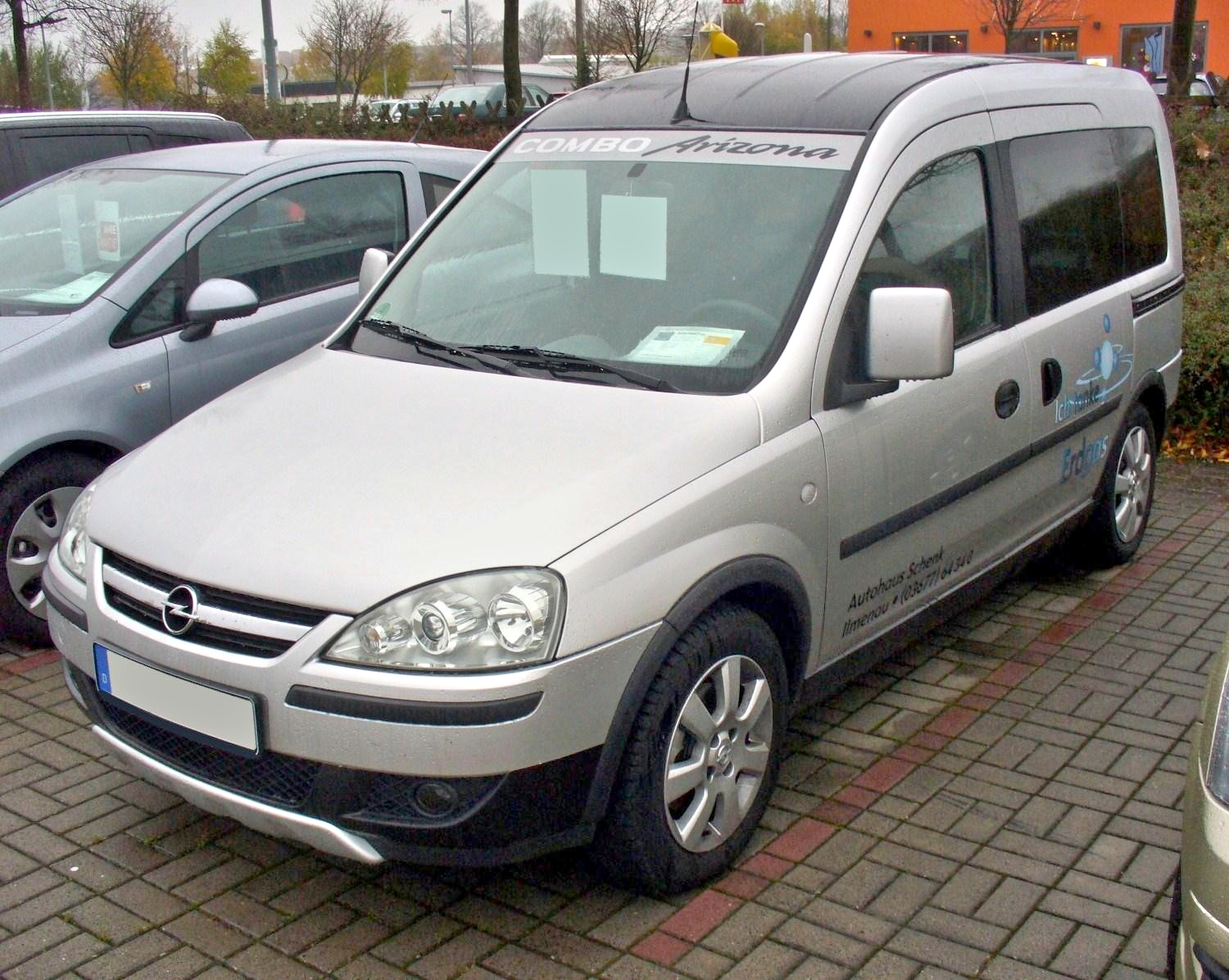
Opel Combo C Arizona.

L'Opel Combo bénéficie d'une version aux allures de baroudeur. Cette version à la garde au sol réhaussée de 20 mm est appelée Combo Tour Arizona (ou Combo Tour Tramp dans certains pays).

#### Versions

##### Avril 2002 - Juillet 2004
Le Combo Tour est disponible en une version essence (1.6 90 ch) et 2 versions diesel (1.7 Di 65 ch et 1.7 DTi 75 ch) ; le tout sur des niveaux de finition base, comfort, grand-air, fashion, ABS (essence et diesel).

##### Juillet 2004
Le Combo Tour est disponible en 2 versions essence (1.4 twinport 90 ch et 1.6 GNV 100 ch) et 3 versions diesel : 1.3 CDTi 70 ch et 1.3 CDTi 75 ch (d'origine Fiat FPT) et 1.7 CDTi 100 ch. Le tout sur des niveaux de finition fashion, cosmo, enjoy (essence et diesel) et Arizona (essence et diesel).
On peut voir l'Opel Combo sur M6 dans l'émission C'est du propre !

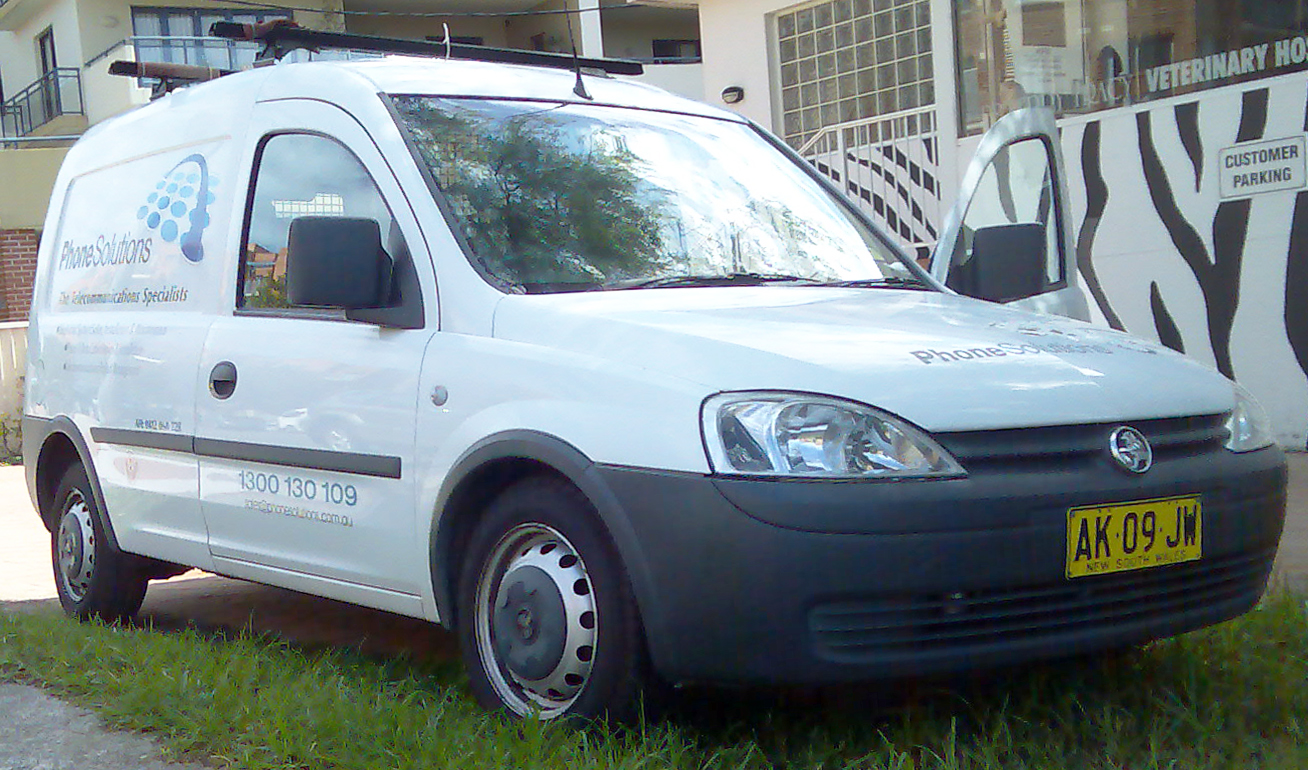
Holden Combo (XC).

## Opel Combo D (2011-2018)

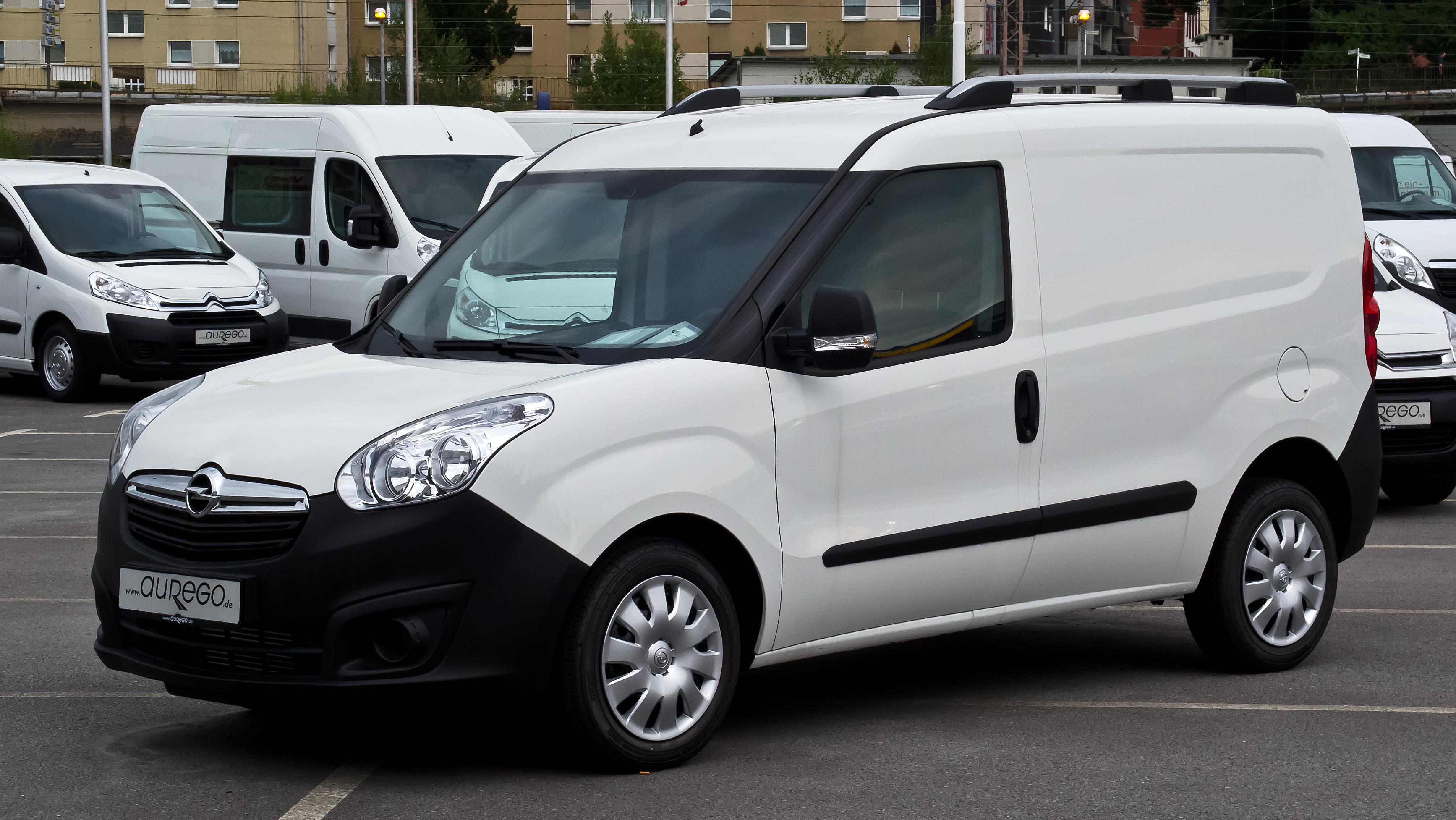
Opel Combo C utilitaire

Le Combo C est un véhicule utilitaire avec une version ludospace qui a été lancée par le constructeur automobile allemand Opel en septembre 2011, à l'occasion du Salon de Francfort. Il remplace la version lancée en 2001 afin de concurrencer dignement les meilleurs véhicules similaires sur le marché européen, les Berlingo, Partner et autres Kangoo ou Fiat Doblò.
Ce nouveau véhicule n'est, en fait, que le dernier Fiat Doblò de 2010 rebadgé sous la marque Opel. (Ndr : Opel a déjà une longue expérience d'utilisation de modèles et de composants Fiat. La dernière version de la Corsa D (2006) repose sur une plateforme et des mécaniques Fiat Grande Punto. Opel utilise régulièrement les moteurs diesel Fiat dans tous les véhicules de sa gamme).
Le nouveau Combo, comme le Fiat Doblò, est un véhicule très polyvalent : portes latérales coulissantes et porte arrière relevable. Il est commercialisé depuis décembre 2011.
La version utilitaire dispose, comme pour le Fiat, de deux empattements (2 755 mm ou 3 105 mm) donnant une longueur globale de 4,39 et 4,74 mètres. Il est aussi disponible avec deux hauteurs de toit : 1,85 ou 2,10 m. La charge utile atteint les 1 000 kg.

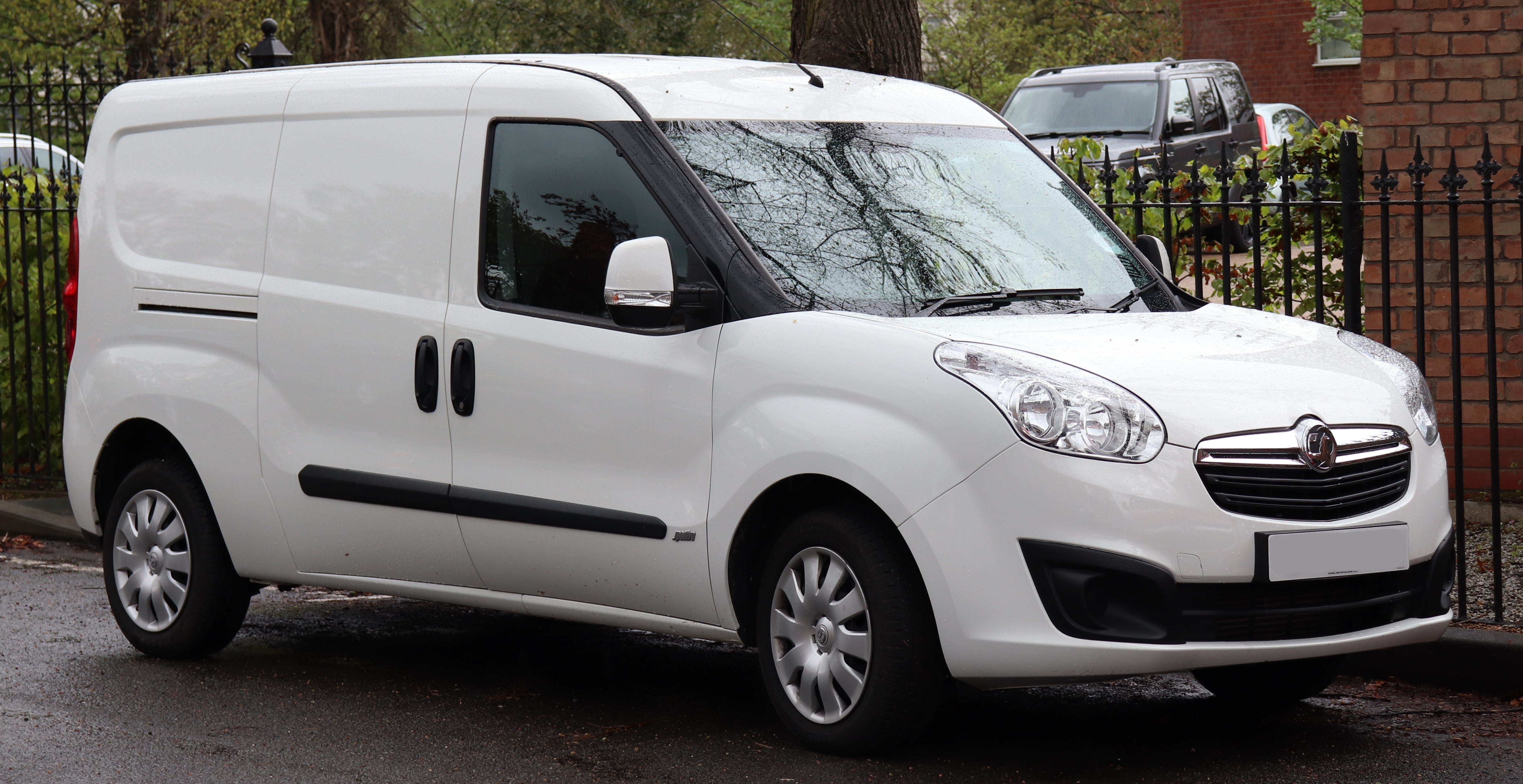
Vauxhall Combo C utilitaire

Le volume de chargement est de 3,8 mètres cubes dans la version avec empattement court allant jusqu'à 4,6 m3 dans la version longue. La variante ludospace du Combo disposera de cinq ou sept places. L'Opel Combo II est commercialisé avec les finitions Essentia, Enjoy et Cosmo.
Ce nouveau véhicule est disponible avec quatre motorisations Diesel, une essence et une gaz. La gamme des moteurs Diesel Fiat FPT comprend le 1.3 CDTI 90 ch, le 1.6 CDTI 105 ch et le 2.0 CDTI 135 ch. La version 1.6 CDTI 90 ch peut recevoir la transmission robotisée Easytronic à 5 rapports. Le moteur essence est un 1,4 litre de 95 ch, tandis que la variante gaz développe 120 ch.

### Fiat Doblò

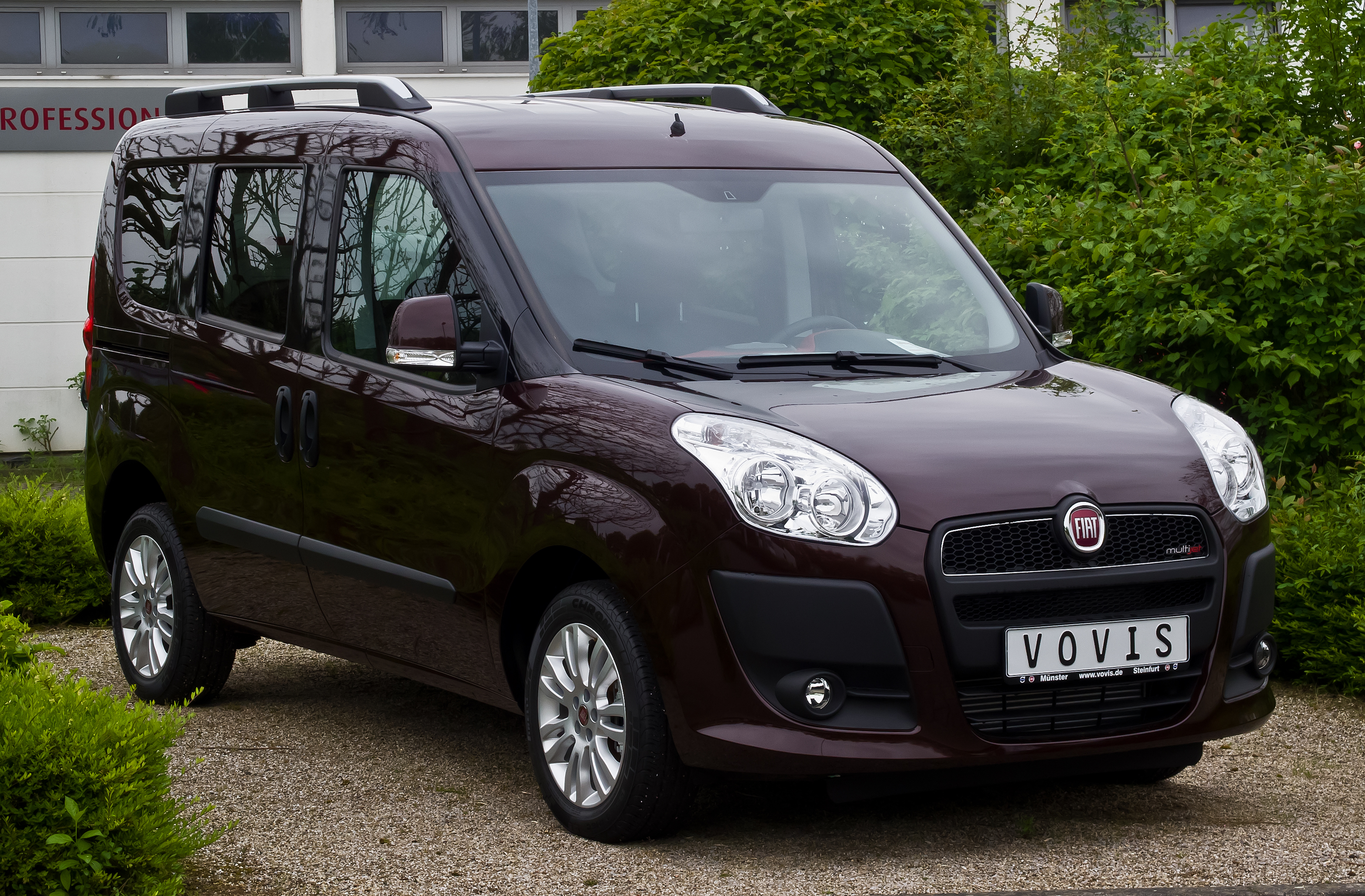
Fiat Doblo II ludospace

C'est Fiat qui a fourni la seconde génération de son Fiat Doblò à Opel et à Vauxhall pour qu'ils le rebaptisent Combo.
Le Fiat Doblo II est transformé (stickers, découpes de carrosserie, habillage fourgon, aménagements fourgon, conversion pour le transport de personnes à mobilité réduite) en Italie par Fiat Professional. Il en est de même pour son clone allemand l'Opel/Vauxhall Combo C.  Les sites de transformation de Fiat Professional transforment maintenant des modèles de toutes les marques du groupe Stellantis et des VUL européens du clone japonais Toyota.

### RAM ProMaster City

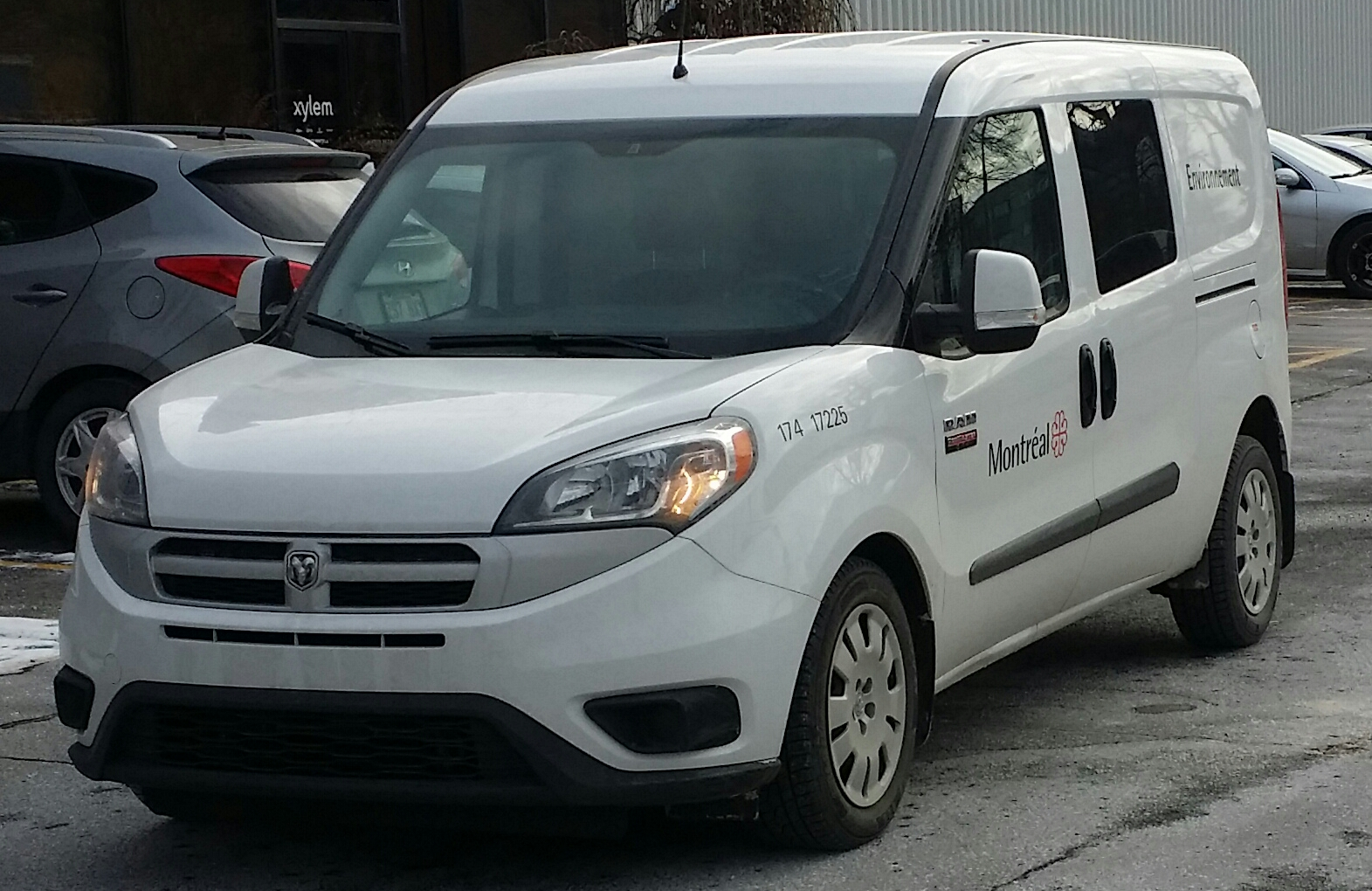
RAM Promaster City Combo phase 1 (version mi vitrée)

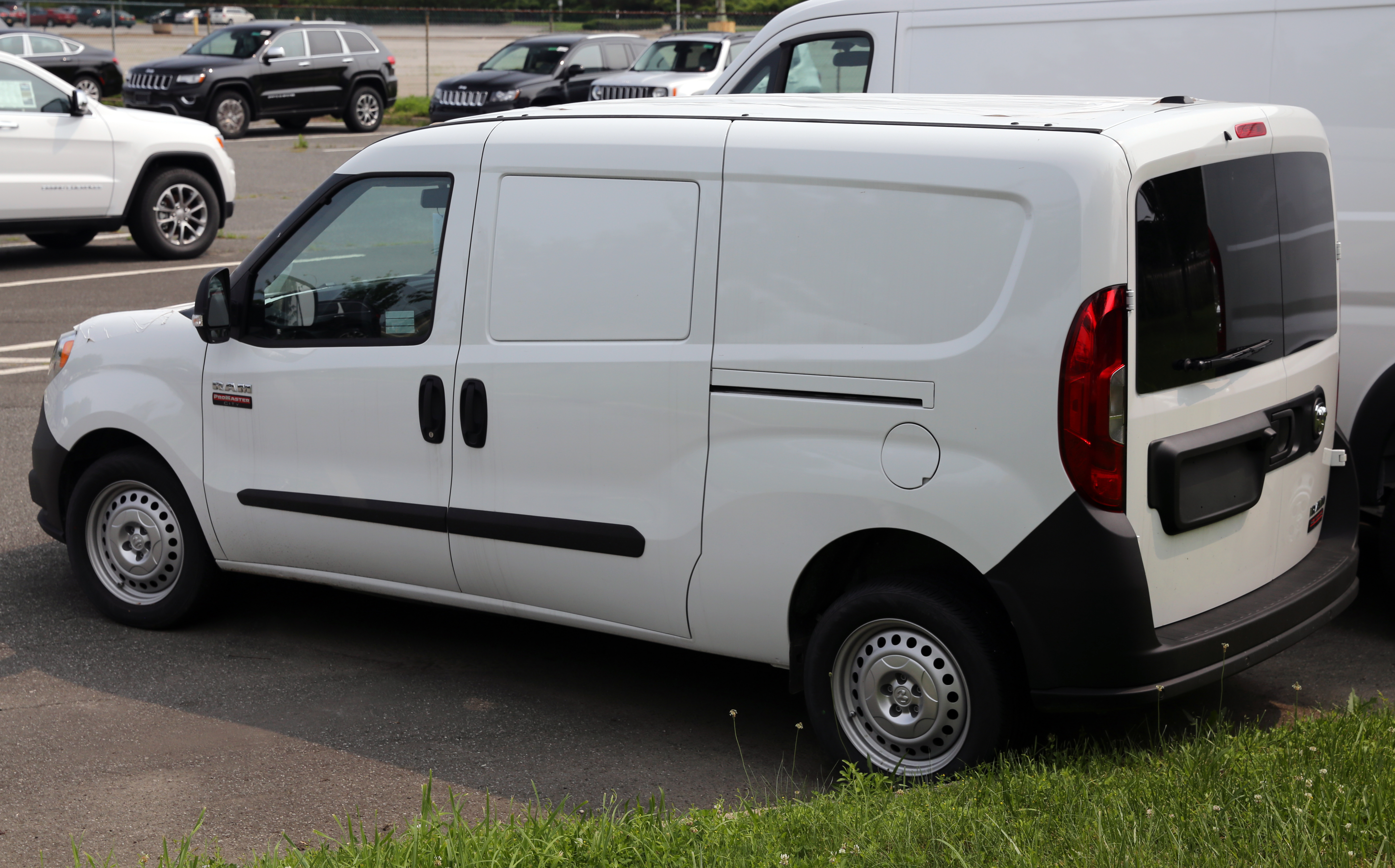
Ram ProMaster City phase 1 (version entièrement tôlée)

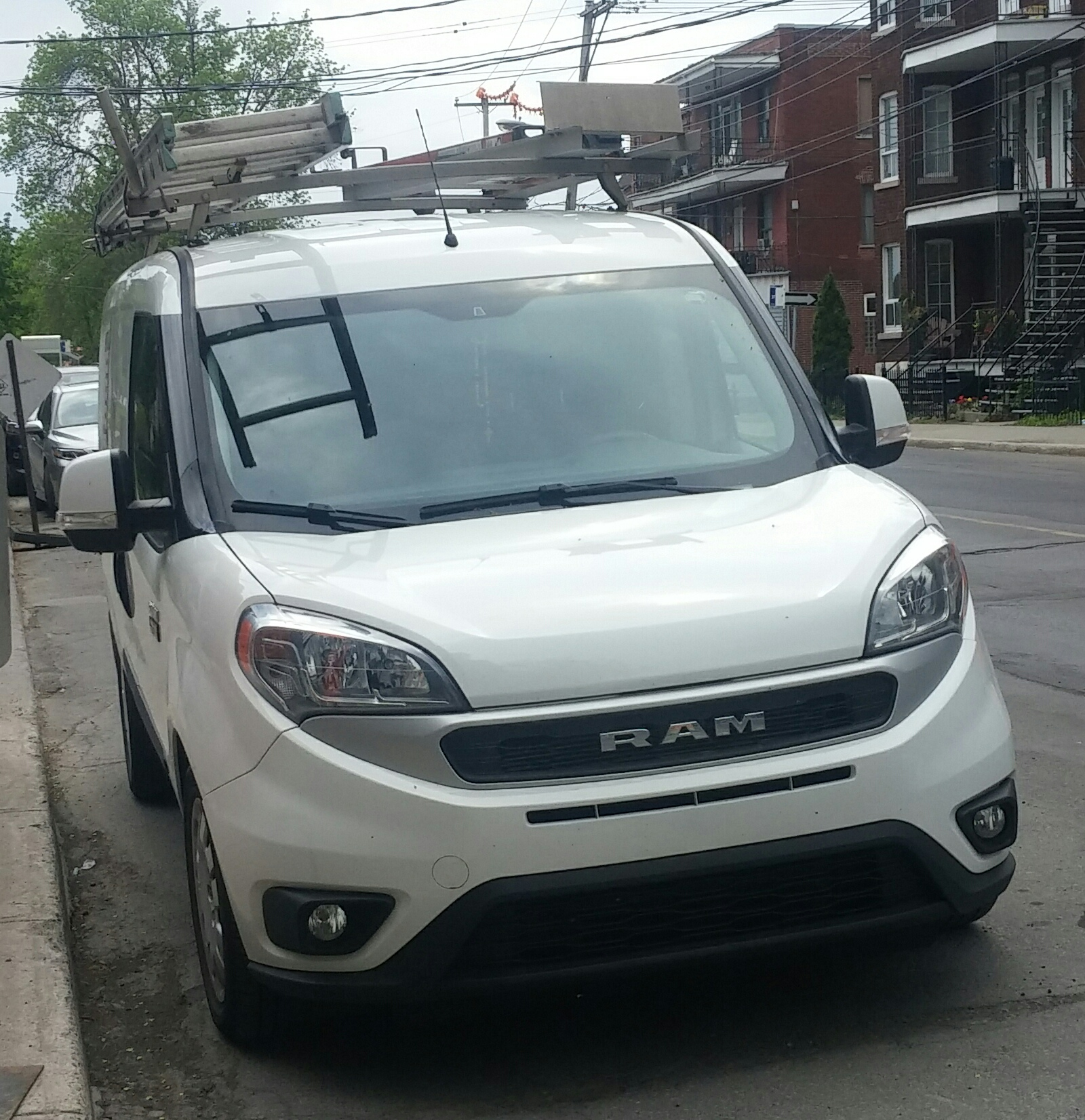
RAM Promaster City phase 2

Le Fiat Doblò II, dans sa version restylée de 2014, est commercialisé sur les marchés d'Amérique du Nord (États-Unis, Canada et Mexique) depuis le 26 juin 2014 par la marque américaine RAM sous le nom de RAM ProMaster City. Le véhicule italien, fabriqué dans l'usine Fiat-Tofas de Bursa en Turquie, est proposé en 2 versions : Van-Ludospace 5 portes et Combo-Fourgonnette 3 portes. Le moteur Tigershark de 2,4 litres couplé à la transmission automatique à neuf vitesses 948TE est le seul groupe motopropulseur disponible.
Pour éviter la fameuse « chicken tax » qui frappe tous les véhicules utilitaires importés d'Europe, le ProMaster City est importé uniquement en version « Van ». La version « Cargo » est convertie dans l'usine FCA de Baltimore avec la suppression des sièges et des fenêtres vitrées de l’arrière du véhicule.

## Opel Combo E (depuis 2018)

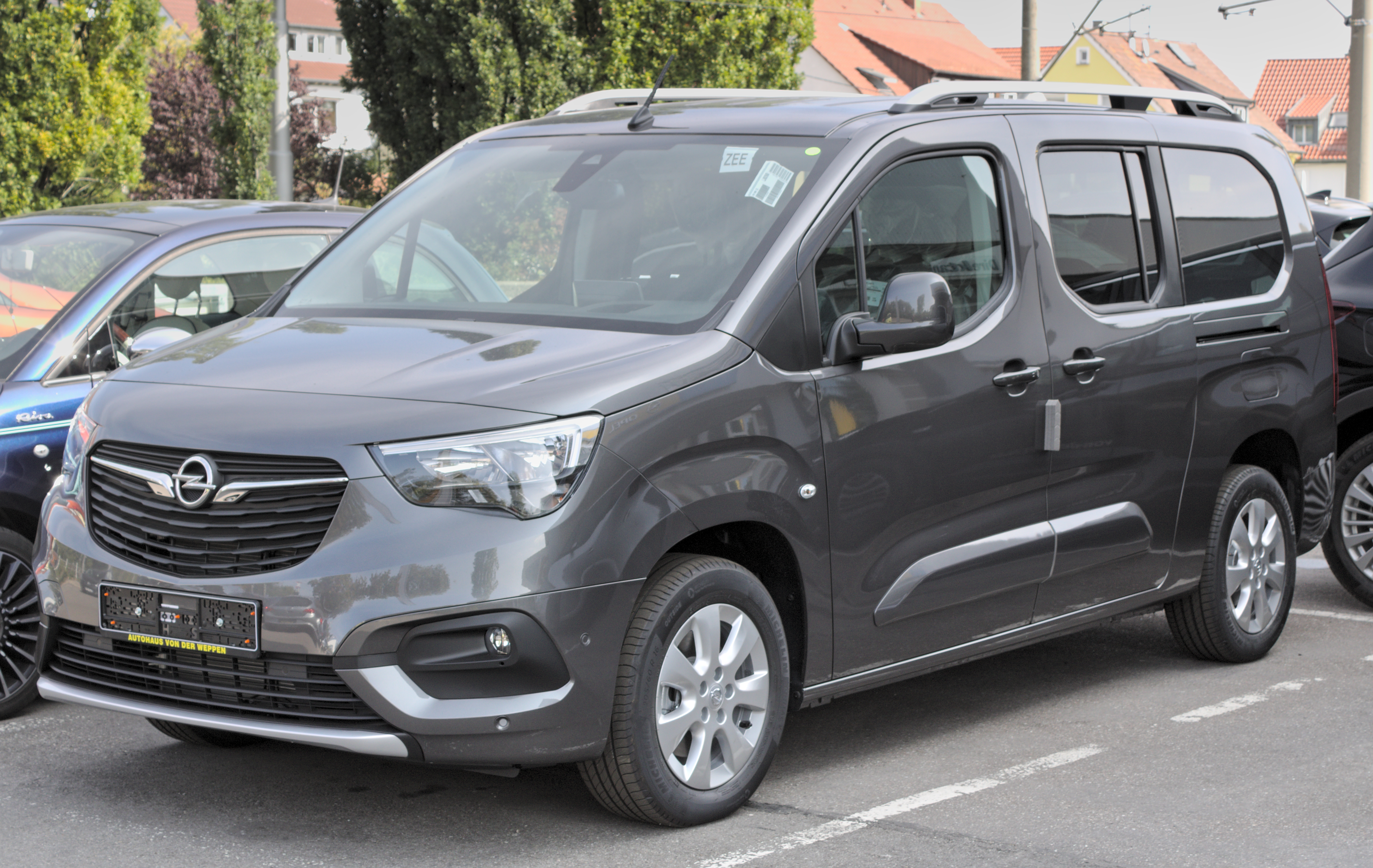
Opel Combo D Life

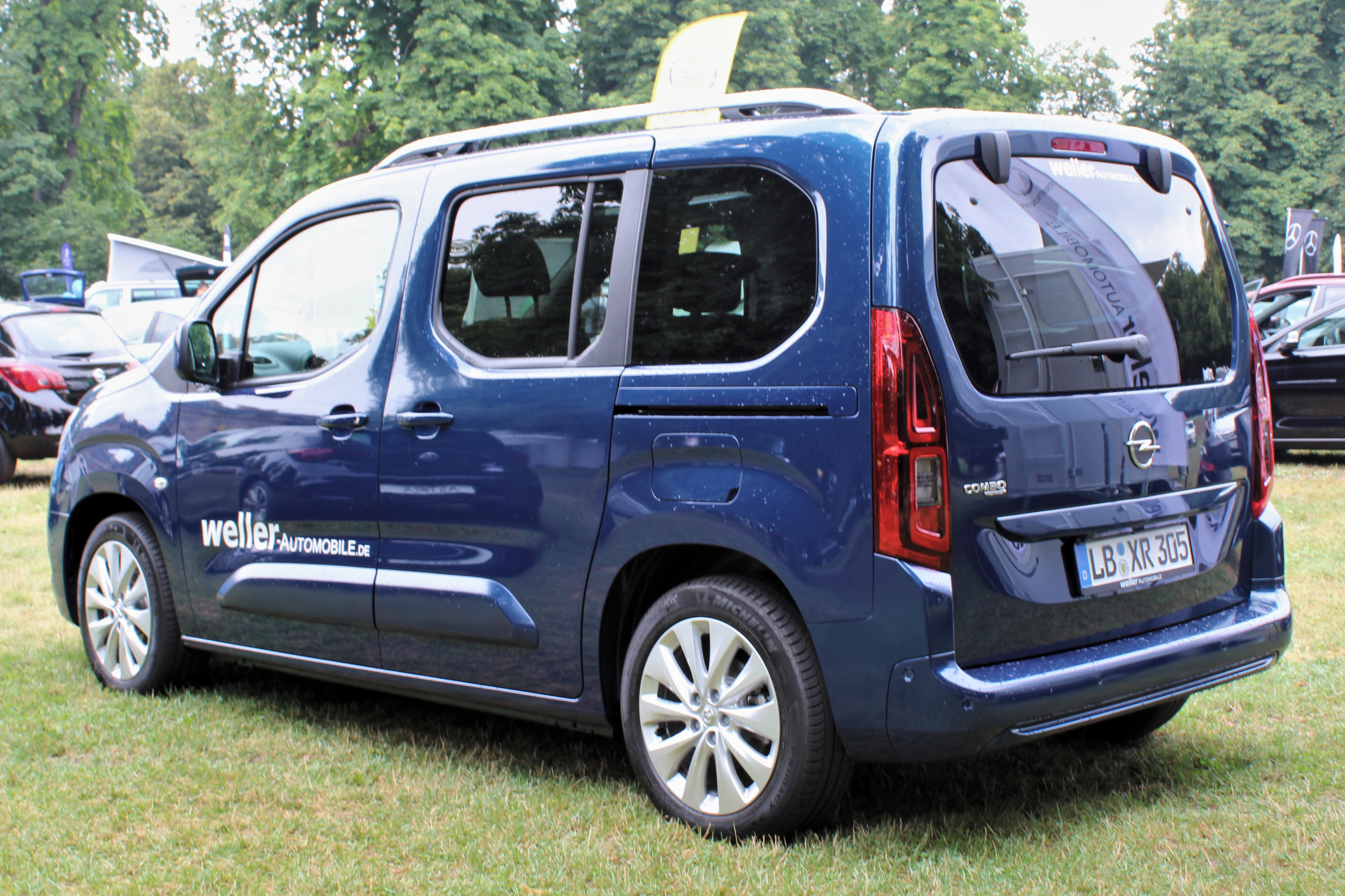

L'Opel Combo D est dévoilé en 2018. Il est construit dans l'usines de Stellantis à Mangualde, Portugal et dans l'usine de Stellantis à Vigo, Espagne en même temps que les nouveaux Peugeot Rifter et Citroën Berlingo,.